# 물이끼
물이끼(Sphagnum palustre)는 물이끼과에 속하는 이끼이다.
산지의 습윤한 토양이나 바위 위에서 큰 군락을 이룬다. 식물체(배우체)는 길이 10-30cm의 암수한그루로 많은 가지를 낸다. 가지는 4-5개가 한 곳에서 나오는데, 그 중 2-3개의 굵은 가지는 옆으로 퍼지고 2개의 가는 가지는 밑으로 처져 줄기를 덮는다. 잎은 주맥이 없고 투명한 세포와 녹색 세포의 두 종류 세포로 구성되어 있다. 투명한 세포는 물을 저장하므로 크기가 크고 막에는 선상의 비후 부분이 있으며 커다란 구멍이 존재한다. 한편, 녹색의 세포는 길쭉한 모양이며 투명한 세포를 둘러싸고 있어서 그물코처럼 보이기도 한다.
포자체는 배우체 끝부분의 가지에 붙어 있는데, 다리 및 꼬투리로 이루어지며 꼬투리자루는 없다. 꼬투리자루처럼 보이는 부분은 배우체 조직이 뻗어나온 것으로 헛자루라고 불린다. 선모는 투명하고 꼬투리에 밀착되어 있어서 잘 알아볼 수 없다. 꼬투리는 공모양으로서 선개는 있으나 연치는 없다. 여름에 포자가 성숙하면 꼬투리는 심하게 수축되어 원통형이 되며, 내부 압력에 의해 터져서 선개와 함께 포자가 튀어나가게 된다. 한편, 포자가 발아하면 1층의 세포로 이루어진 잎 모양의 원사체가 되고, 거기에 하나의 눈이 생긴다.